# ガレス・エドワーズ
サー・ガレス・オーウェン・エドワーズCBE（Gareth Owen Edwards、1947年6月12日- ）は、ウェールズの元ラグビーユニオン選手である。スクラムハーフとしてプレーし、BBCによって「ウェールズのジャージを纏ったほぼ間違いなく史上最高の選手」と評されている。
2003年、ラグビーワールド誌によって行われた国際的なラグビー選手の調査では、エドワーズが史上最高の選手とされた。2007年、元イングランド代表でキャプテンを務めたウィル・カーリングはデイリー・テレグラフ誌上で「史上最高のラグビー選手ベスト50」を発表し、エドワーズを史上最高の選手に順位付けした。カーリングは、「彼は、最高の技術を持った最高のアスリートで完成された選手だった。1970年代にプレーしたが、現在プレーしたとしても、彼が今でもベストだろう。ランニング、パス、キック、そして試合を読む力がずば抜けていた。彼はピッチ上で究極のアスリートとしてラグビー全体を支配する」と述べた。
エドワーズは、1960年代と1970年代の欧州ラグビーの先頭に立っていたウェールズ代表において卓越していた。エドワーズは3回のグランドスラムを達成した数少ないウェールズ人選手の一人である（その他にはアリン・ウィン・ジョーンズ、ライアン・ジョーンズ、アダム・ジョーンズ、ゲシン・ジェンキンズ、ジェラルド・デイヴィス、J・P・R・ウィリアムズなど）。
2007年の新年叙勲において、エドワーズはスポーツへの貢献に対してCBEを授与された。2015年の女王誕生記念叙勲において、スポーツへの貢献と慈善奉仕活動によりナイト爵に叙された。

## 若年期
エドワーズはウェールズ、グウォイン＝カー＝ゲーワンで鉱夫の息子として生まれた。ポンタルダウェ男子工科学校（現在のクムタウェ・コミュニティー・スクール）に通い、そこでスポーツ教師Bill Samuelsにかわいがられた。
エドワーズはサマセットにある上流階級のミルフィールド・パブリックスクールへの奨学金を得た。ラグビーとは別に、エドワーズは幅広いスポーツにおいて将来性を示し、西ウェールズサッカー協会ユース代表としてプレーし、16歳でスウォンジー・タウンと契約した。また、体操や陸上競技でも見込みがあった。

## 選手としてのキャリア

### ウェールズ

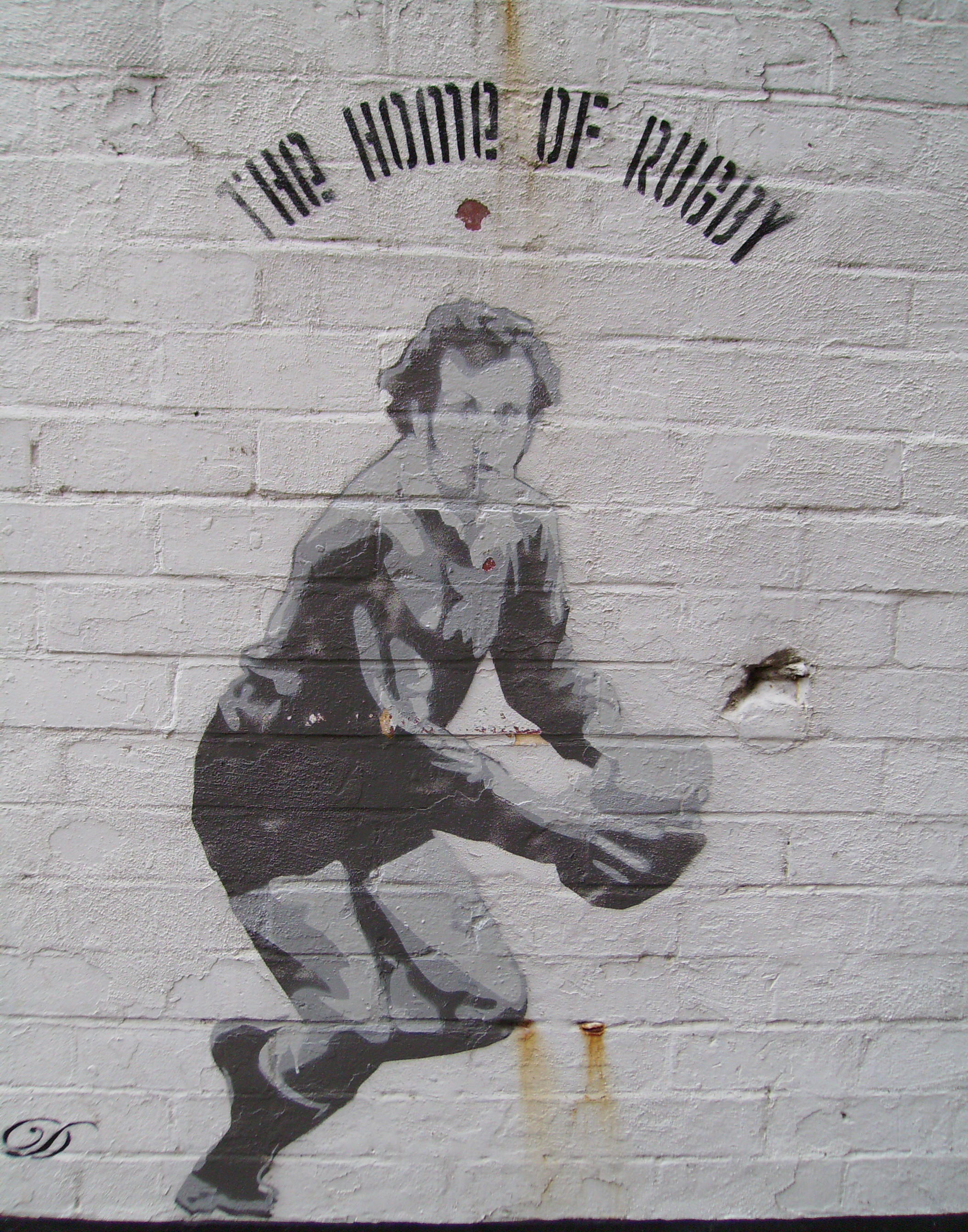
カーディフ・アームズ・パークの壁に描かれたエドワーズの絵（2007年）

エドワーズは1967年4月1日にパリで行われたフランス戦において、19歳でウェールズ代表としての初試合を飾った。試合は20対14で敗れた（フランスはその後ファイブ・ネイションズを制した）。1967年から1978年の間にエドワーズはウェールズ代表として53キャップを記録し、そのうち13試合でキャプテンを務めた。1970年代はウェールズ代表の第二次「黄金世代」と呼ばれ、ウェールズ代表は国際舞台で大きな成功を収めた。エドワーズは代表戦で20トライを記録した。
エドワーズはウェールズの史上最年少のキャプテンで、1968年2月に行われたスコットランド戦において20歳で初めてキャプテンを務めた。エドワーズはラグビー史上最高のアウトサイドハーフ（スタンドオフ）であるバリー・ジョンとフィル・ベネットと共にプレーした点で非常に幸運だった。キャリアの初期において、エドワーズとそのクラブでのチームメイトであったバリー・ジョンは切っても切れない以心伝心のコンビだった。エドワーズの時代、ウェールズ代表はファイブ・ネイションズ・チャンピオンシップで3回のグランドスラムを含む7度の制覇を果たした。1969年、エドワーズはウェールズの年間最優秀選手に選ばれた。
1974年、エドワーズは、BBCのウェールズ年間最優秀スポーツ選手に選ばれた。この功績によって1975年にMBEを授与された。
エドワーズのウェールズ代表としての長く輝かしいキャリアは1978年3月18日のファイブ・ネイションズ・チャンピオンシップの試合で終焉を迎えた。相手はデビュー戦と同じフランスだった。しかし、デビューと異なり、16対7でフランスを破り、カーディフ・アームズ・パークの母国の観衆の前で有終の美を飾った。ウェールズはこの試合でグランドスラムと、3年連続の三冠を達成した。この記録は未だに破られていない。

### ブリティッシュ・アンド・アイリッシュ・ライオンズ
エドワーズはブリティッシュ・アンド・アイリッシュ・ライオンズの一員として10回プレーした。1971年のライオンズはニュージーランドとのシリーズを勝利した唯一のチームであり、1974年のチームは南アフリカで無敗だった。

### カーディフRFC
エドワーズは1966年9月17日のコヴェントリー戦でカーディフRFCの選手としてデビューした。カーディフでは12シーズンプレーし、195試合に出場して69トライを挙げた。

### その他
エドワーズはカーディフ・カレッジ、ウェールズの中等学校、イースト・ウェールズ、ウェールズ、バーバリアンズ、ウルフハウンズ、アイルランド大統領選抜、世界選抜（1977年、南アフリカ）、1971年のRFC100周年の記念試合でスコットランド・アイルランド合同チームと対戦したイングランド・ウェールズ合同チーム、1973年のSRU 100周年の際の初のセブンズウェールズ代表、そして（軍務に就いてはいなかったが）英国空軍（RAF）の1972年キプロス遠征チームでもプレーした。

## "That Try"
しばしば単に "that try"（「あのトライ」）と呼ばれる1973年にカーディフ・アームズ・パークで行われたバーバリアンズ対オールブラックス戦でのエドワーズのトライは、史上最高のトライと見なされている。一連のプレーはニュージーランドのウィンガーからの深いキックで始まった。ボールはゴールライン近くでフィル・ベネットの前に落ちた。ベネットはサイドステップを切り、3度のタックルを躱し、次にボールをJPRウィリアムズへパスした。ボールは次に4人（パリン、ドーズ、デイヴィド、クィネル）の手に次々と渡り、最後にエドワーズが左のコーナーにダイビングトライを決めた。
2002年にチャンネル4がイギリスで実施した投票では、エドワーズの歴史的トライはスポーツの最高の瞬間トップ100の第20位であった。

## 現役引退後

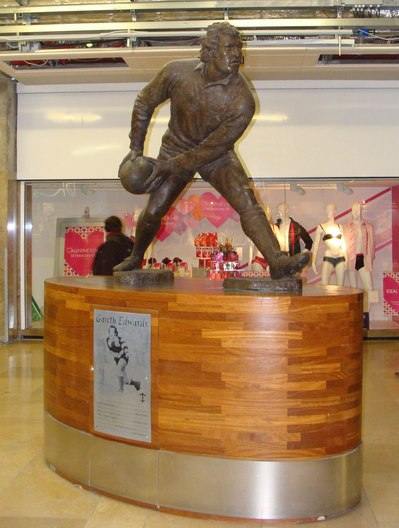
セント・デイヴィッズ・センターにあるガレス・エドワーズの彫像

アマチュアスポーツのスーパースターであったエドワーズは引退直後に自伝『Gareth : An Autobiography』を出版し、それにより報酬を得たことで「プロフェッショナル」の烙印を押され、コーチングあるいはいかなるやり方であれラグビーユニオンへの関与が一時的に禁じられていた。
1978年から1982年まで、エドワーズは、リヴァプールとイングランド代表でプレーしたサッカー選手エムリン・ヒューズと共にテレビのクイズ番組「A Question of Sport」でチームキャプテンを務めた。
1997年、エドワーズは、元チームメイトのバリー・ジョンやJPRウィリアムズと共に国際ラグビー殿堂に推挙された最初の15名の元選手の1人となった。
2001年11月21日、エドワーズは、「元ラグビーウェールズ代表選手協会」とFirst Press Events社によってカーディフ・インターナショナル・アリーナで催されたラグビーディナーにおいて「史上最高のウェールズ人選手」に選ばれた。
2003年にRugby Word誌が実施した国際ラグビー選手の投票において、エドワーズは史上最高の選手と宣言された。驚くべきことに、エドワーズは、オールブラックスのスクラムハーフ、シッド・ゴーイングが7度の対戦で十中八九自分を負かした、と認めた 。
エドワーズはBBCとS4Cでラグビー解説者を務め、S4Cでは母語のウェールズ語で解説を行っている。その他、カーディフ・ブルーズ地域におけるディレクター、Mercedes dealership Euro Commercials Ltd.のディレクター、カーディフ視覚障害者協会の会長でもある。カーディフにあるセント・デイヴィッズ・センターにはエドワーズの彫像が立っている。